# Meca
Meca is een plaats (freguesia) in de Portugese gemeente Alenquer en telt 1 809 inwoners (2001).